# Oyamia nigribasis
Oyamia nigribasis és una espècie d'insecte plecòpter pertanyent a la família dels pèrlids.

## Hàbitat
En el seu estadi immadur és aquàtic i viu a l'aigua dolça, mentre que com a adult és terrestre i volador.

## Distribució geogràfica
Es troba a Àsia: l'Extrem Orient Rus, la Xina, la península de Corea i l'Àsia oriental.